# تپه زورآوند۲
تپه زورآوند۲ مربوط به دوره ساسانیان است و در شهرستان اراک، بخش مرکز ی، شهر داودآباد واقع شده و این اثر در تاریخ ۱۸ اسفند ۱۳۸۷ با شمارهٔ ثبت ۲۵۰۵۰ به‌عنوان یکی از آثار ملی ایران به ثبت رسیده است.